# 리철명
리철명(李哲敏, 1988년 2월 18일~)은 조선민주주의인민공화국의 축구 선수로 포지션은 미드필더이며 현재 평양시체육단 소속으로 활동하고 있다.

## 구단 경력
2006년 평양시체육단 입단 이후 현재까지 팀의 주축 미드필더로 활동 중이며 그동안 북한 1부 리그 3회 우승, 2004년 공화국 선수권대회 우승, 2007년 백두산체육대회 우승, 2010년 포천보체육대회 준우승, 2015년 포천보체육대회 우승 등의 성과를 남겼다.

## 국가대표팀 경력
2007년 조선민주주의인민공화국 A대표팀에 첫 발탁된 이후 키르기스스탄과의 2010년 AFC 챌린지컵 B조 조별리그 2차전에서 국제 A매치 데뷔골을 터뜨리며 팀의 사상 첫 AFC 챌린지컵 우승의 기반을 마련했고 그 뒤 2010년 FIFA 월드컵 본선 최종 엔트리에 이름을 올렸으나 단 1경기도 출전 기회를 부여받지 못했다. 
이후 2010년 아시안 게임에 출전하여 아랍에미리트와의 8강전 승부차기에서 9번째 키커로 나섰으나 결정적인 순간 실축을 저지르면서 결국 4강 문턱에서 좌절을 맛보아야만 했다.

## 수상
조선민주주의인민공화국
- AFC 챌린지컵 : 우승 (2010, 2012)